# اختلال اضطراب اجتماعی

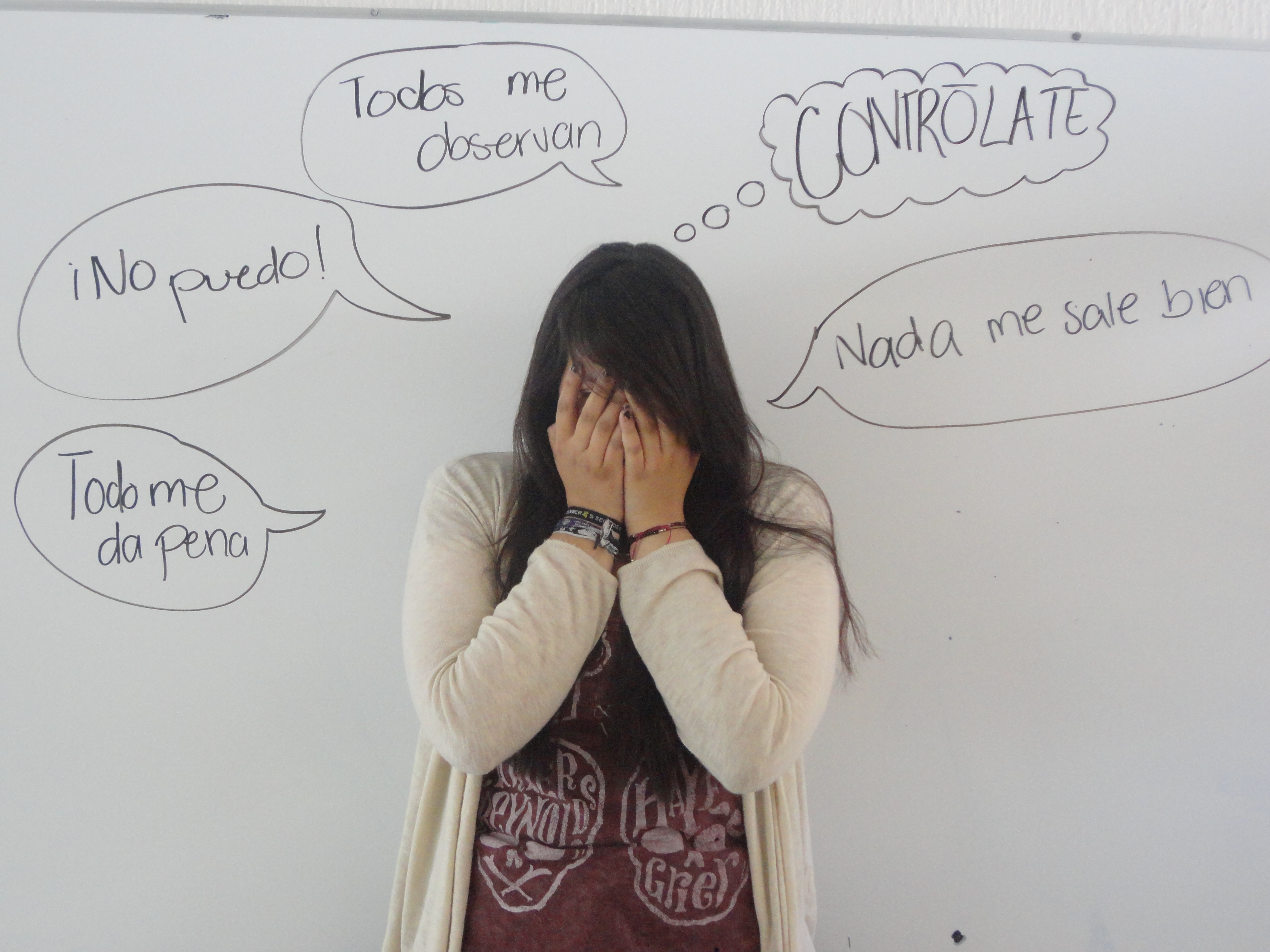
اختلال اضطراب اجتماعی

اختلال اضطراب اجتماعی (به انگلیسی: social anxiety disorder) یا جمع‌هراسی (به انگلیسی: social phobia) نوعی اضطراب است که با ترس و اضطراب شدید در موقعیت‌های اجتماعی شناخته می‌شود و حداقل بخشی از فعالیت‌های روزمره شخص را مختل می‌کند.
اضطراب اجتماعی یک اختلال بسیار ناتوان‌کننده‌است که می‌تواند بسیاری از جنبه‌های زندگی فرد را مختل کند. در موارد شدید، اضطراب اجتماعی می‌تواند کیفیت زندگی فرد را به شکل چشمگیری کاهش دهد. بعضی از مبتلایان ممکن است هفته‌ها از خانه خارج نشوند یا از بسیاری موقعیت‌های اجتماعی مانند موقعیت‌های شغلی و تحصیلی خود صرف نظر کنند.
اضطراب اجتماعی می‌تواند از نوع خاص یا specific (زمانی که فقط برخی موقعیت‌های اجتماعی خاص موجب اضطراب می‌شود. مثل سخنرانی در حضور جمع یا از نوع فراگیر(Generalized) باشد. اضطراب اجتماعی فراگیر عموماً شامل نوعی نگرانی شدید، مزمن و پایدار می‌شود که فرد از قضاوت دیگران در مورد ظاهرش یا رفتارش یا خجالت کشیدن و تحقیر شدن در حضور دیگران دارد. در حالی که شخص مبتلا معمولاً متوجه غیرمنطقی بودن یا زیاده‌روی در این احساس ترس و نگرانی می‌شود، ولی غلبه کردن بر این ترس برایش بسیار سخت است. حداکثر حدود ۱۳٫۳ درصد مردم در مقطعی از زندگی خود معیارهای هراس اجتماعی را دارا هستند که نسبت مردان به زنان مبتلا ۲ به ۳ است.
علائم جسمی که معمولاً همراه اضطراب اجتماعی هستند شامل سرخ شدن، تعریق زیاد، لرزش، تپش قلب، احساس دل آشوب و لکنت زبان می‌شود. در موارد نگرانی و ترس شدید حملات اضطرابی(panic attack) نیز ممکن است اتفاق بیفتد. تشخیص و دخالت زودهنگام در این اختلال می‌تواند به حداقل شدن علائم و کند شدن پیشرفت آن کمک قابل توجهی کند و از بروز عوارض بعدی نظیر افسردگی شدید جلوگیری کند.
با توجه به اینکه این اختلال در بسیاری از نقاط جهان چندان شناخته شده نیست و ناشی از اختلالات شخصیتی فرض می‌شود، مبتلایان به هراس اجتماعی معمولاً به خود درمانی روی می‌آورند. عامل دیگری که در این مسئله مؤثر است، پرهیز مبتلایان از مراجعه به روان‌شناس به علت خود اختلال است. این مسایل احتمال اعتیاد به مواد مخدر، روانگردان و تداخلات خطرناک دارویی را افزایش می‌دهد.
فرد مبتلا را می‌توان به روش‌های دارویی یا روان‌درمانی یا هر دو درمان کرد. تحقیقات نشان داده رفتار درمانیِ شناختی (cognitive behavior therapy) به صورت فردی یا گروهی در درمان اضطراب اجتماعی مؤثر است. هدف این روش تغییر الگوهای فکری و واکنش‌های فیزیکی فرد در موقعیت‌های اضطراب‌زای اجتماعی است. با وجود اینکه این روش‌ها امروزه به‌طور گسترده‌ای مورد استفاده قرار می‌گیرند، بسیاری از مبتلایان به اضطراب شدید اجتماعی معتقدند این روش‌ها در موارد شدیدتر به تنهایی تأثیرگذار نیست.
از سال ۱۹۹۹ پس از آنکه برخی داروها برای درمان اضطراب اجتماعی مورد تأیید قرار گرفت و به بازار عرضه شد، توجه به این اختلال در ایالات متحده آمریکا به‌طور گسترده‌ای افزایش یافته‌است. بخشی از داروهای تجویزی را داروهای ضد افسردگی(antidepressants) شامل مهارکننده‌های انتخابی بازجذب سروتونین (selective serotonin reuptake inhibitors یاSSRIs) مانند فلوکستین، پاروکستین، سرترالین و سیتالوپرام، مهارکننده‌های بازجذب سروتونین و نوراپینفرین (serotonin-norepinephrine reuptake inhibitors یا SNRIs) و مهارکننده‌های مونوآمینو اکسیداز (monoamine oxidase inhibitors یا MAOIs) تشکیل می‌دهند.
داروهای دیگری که معمولاً بدین منظور تجویز می‌شوند، شامل بتا بلاکرها(beta-blockers) و بنزودیازپین‌ها(benzodiazepines) و برخی ضدافسردگی‌های جدیدتر هستند. علی‌رغم اینکه SSRIها عوارض بسیار کمی دارند و بسیار امن هستند و به عنوان رده اول درمانی در اضطراب اجتماعی شناخته می‌شوند شواهد بسیاری نشان دهنده مؤثر نبودن این گروه از داروها در موارد شدید دارد. اخیراً شواهدی مبنی بر اختلال در سیستم دوپامینرژیک مبتلایان به اضطراب اجتماعی یافت شده‌است. بسیاری از مبتلایان به اضطراب اجتماعی نیز داروهای دوپامینرژیک مانند آمفتامین‌ها را مؤثرترین داروها در برخورد کوتاه مدت با این اختلال می‌دانند. بنزودیازپین‌ها و مهارکننده‌های مونوآمینواکسیداز نیز بسیار مؤثر گزارش شده‌اند. با این وجود خطرات احتمالی مهارکننده‌های مونوآمینو اکسیداز این داروها را به عنوان آخرین گزینه در درمان قرار می‌دهد.
درمان‌های گیاهی بسیاری نیز در اضطراب اجتماعی مورد استفاده قرار گرفته‌است. برای مثال گیاهی به نام کاوا(kava) به عنوان درمان گیاهی اضطراب اجتماعی توجه‌های بسیاری را به خود جلب کرده‌است. هر چند نگرانی‌هایی هم در مورد آثار جانبی درمان با این گیاه وجود دارد.

## تشخیص

### تعریف
در ویرایش پنجم راهنمای تشخیصی و آماری اختلال‌های روانی اختلال اضطراب اجتماعی به صورت «ترس یا اضطراب آشکار دربارهٔ یک یا چند موقعیت اجتماعی، که در آن‌ها فرد در معرض وارسی توسط دیگران است» تعریف شده‌است. فرد مبتلا به این اختلال به‌شدت از خطر بالقوهٔ انجام رفتار نامناسب یا نشان‌دادن نشانه‌های اضطراب وحشت دارد.

## علائم

### جنبه‌های ادراکی
فردی که دچار اختلال اضطراب اجتماعی است، تمایلی به آغاز ارتباط با دیگران ندارد و با احساسی از ترس از هر موقعیتی که ممکن است در معرض داوری دیگران قرار گیرد، اجتناب می‌ورزد. برداشت یا تصور شخص از موقعیت‌های اجتماعی که احتمال دارد شخصیت، ظاهر یا توانایی‌های او مورد سنجش و ارزشیابی ضعیف دیگران قرار گیرد، می‌تواند واقعی یا خیالی باشد.
مبتلایان به اضطراب اجتماعی از اینکه چگونه در نظر دیگران به نظر می‌رسند، احساس نگرانی می‌کنند. آن‌ها معمولاً در جمع متوجه به ظاهر و رفتار خود هستند و معیارهای بالایی برای رفتار و عملکرد خود در نظر دارند. شخص مبتلا تلاش می‌کند تا تأثیر مثبتی بر دیگران بگذارد و جلوه عادی از خود ارائه دهد، اما در عین حال معتقد است که قادر به این کار نیست. این افراد پیش از روبرو شدن با موقعیت اجتماعی اضطراب زا بارها و بارها شرایط را به صورت ذهنی تصور می‌کنند و مسائل و موقعیت‌های اضطراب زای بالقوه و طریقه برخورد با آن را مرور می‌کنند. آن‌ها اتفاقاتی که ممکن است برایشان خجالت‌آور باشد را بررسی می‌کنند و حتی رشته تفکراتشان پس از رویارویی با آن موقعیت خاتمه نمی‌یابد، بلکه تا روزها بعد رفتار خود را بررسی می‌کنند و معمولاً خود را به خاطر اشتباهات و نمایش ضعیف سرزنش می‌کنند.
مبتلایان به اضطراب اجتماعی بدبین تر از دیگران هستند و صحبت‌های عادی یا مبهم را با نگاه منفی تفسیر می‌کنند. بسیاری از تحقیقات نیز نشان داده‌است که این افراد خاطرات منفی را بهتر از دیگران به یاد می‌آورند.
برخی دیگر از خصوصیات این افراد شامل عادت به خواندن طرز فکر دیگران، تمرکز روی اتفاقات منفی، کوچک شمردن نکات قوت خود، تعمیم دادن بیش از حد مشکلات و پرهیز از برقراری روابط صمیمی است.
برخی از موقعیت‌هایی که موجب بروز اضطراب در مبتلایان می‌شود به صورت زیر است:
- مورد قضاوت ضعیف دیگران قرار گرفتن، عدم تأیید یا انتقاد توسط دیگران
- ملاقات با دیگران برای نخستین بار
- مرکز توجه واقع شدن (مثلاً در زمان وارد شدن به مجلسی که دیگران نشسته‌اند)
- زیر نظر قرار گرفته شدن به هنگام انجام کار
- دعوت کردن یا دعوت شدن
- شرایط خاص اجتماعی مثل عصبانیت‌ها و پرخاشگری‌ها
- موقعیتی که می‌بایست مصمم و قاطع جواب داد یا اظهار نظر کرد
- مکالمهٔ تلفنی در حضور دیگران
- خوردن یا آشامیدن در حضور دیگران

### جنبه‌های رفتاری
اضطراب اجتماعی ترسی ماندگار از یک یا چند موقعیت است که فرد در آن‌ها در معرض نگاه موشکافانه دیگران قرار می‌گیرد و ترس از اینکه به گونه‌ای عمل یا رفتار کند که اشتباه و در نتیجه تحقیرآمیز یا خجالت‌آور باشد. این مسئله فراتر از خجالتی بودن عادی است، به گونه‌ای که در موارد بسیاری به اجتناب از موقعیت‌های قابل توجه اجتماعی و شغلی منجر شود. موقعیت‌های اضطراب زا می‌تواند تقریباً شامل هرگونه روابط اجتماعی خصوصاً شرکت در گروه‌های کوچک، مهمانی، صحبت با افراد غریبه، هتل و امثال آن شود. علائم جسمی و فیزیکی می‌تواند شامل خالی شدن ذهن، تپش قلب، سرخ شدن، سوزش معده و دل آشوب شود. 
هراس‌ها معمولاً با فرار(escape behavior) یا رفتارهای اجتنابی(avoidance behavior) کنترل می‌شوند. به عنوان مثال یک دانش آموز ممکن است در زمان صحبت کردن در جلوی جمع، کلاس را ترک کند، (فرار) یا از ارائه گزارش شفاهی خودداری کند؛ (اجتناب) چرا که قبلاً در موقع صحبت در جلوی جمع دچار اضطراب شدید یا حملات اضطرابی شده‌است. برخی از رفتارهای اجتنابی کوچک زمانی دیده می‌شود که فرد از برخورد چشمی(eye contact) با دیگران اجتناب می‌کند، مثلاً فرد محلی را برای نشستن انتخاب می‌کند که ارتباط رودرروی چشمی با دیگران نداشته باشد.
در موارد شدیدتر فرد از مواجهه با هر موقعیت اجتماعی که باعث بروز اضطراب شود پرهیز می‌کند. این‌گونه رفتارهای اجتنابی در فرد مبتلا باعث افت شدید در کیفیت زندگی فرد می‌شود و باعث بدتر شدن و پیشرفت این اختلال می‌گردد. درنتیجه مبتلایان باید از رفتارهای اجتنابی به‌طور جدی پرهیز کنند.

### جنبه‌های فیزیولوژیکی
واکنش‌های فیزیولوژیکی همانند دیگر اختلال‌های اضطرابی در اضطراب اجتماعی هم دیده می‌شود. در زمان مواجهه با موقعیتهای اضطراب زا کودکان مبتلا ممکن است علائمی مثل کج‌خلقی، گریه، چسبیدن به والدین یا سکوت از خود نشان دهند.
در بزرگسالان چشمان اشکی(teary eyes)، تعریق زیاد، دل آشوب، لرزش و تپش قلب دیده می‌شود که در نتیجه پاسخ فیزیولوژیکی استرس (fight or flight response) به‌وجود می‌آید. سرخ شدن هم معمولاً در این افراد دیده می‌شود. این واکنش‌های قابل مشاهده باعث افزایش اضطراب شخص می‌شود.
تحقیقات اخیر نشان می‌دهد که قسمتی از مغز که آمیگدالا(amygdala) نامیده می‌شود و بخشی از سیستم لیمبیک(limbic system) می‌باشد در افراد مبتلا به اضطراب اجتماعی در زمان رویارویی با چهره‌های خشمگین یا موقعیت‌های ترسناک بیش از حد طبیعی فعال است. این تحقیقات نشان می‌دهد که شدت این واکنش با شدت اضطراب اجتماعی رابطه مستقیم دارد.
اختلال اضطراب اجتماعی (SAD)  همچنین ممکن است مشکلات ناشی از اختلال عملکرد جنسی را تشدید یا بوجود آورند. اجتناب از رابطه جنسی، اختلال نعوظ و کاهش لذت جنسی از مهم‌ترین نشانه ها و پیامدهای اختلال اضطراب اجتماعی (SAD)  بشمار می آیند. با این‌‌حال، غلبه بر این مسائل زمانی امکان‌پذیر است که علت اصلی آن موردبررسی قرار گیرد. چه مرد باشید و چه زن، ممکن است با مشکلات جنسی و اضطراب اجتماعی روبرو شوید که قابل درمان نیز هست .

## همایندی مرضی(comorbidity)
اضطراب اجتماعی معمولاً با طیف گسترده‌ای از اختلالات روانی دیگر همراه است. اضطراب اجتماعی معمولاً با اعتماد به نفس پایین و افسردگی همراه است که از کمبود روابط اجتماعی و دوره‌های طولانی مدت انزواء (در نتیجه اجتناب از موقعیت‌های اجتماعی) ناشی می‌شود. به منظور کاهش اضطراب و تسکین افسردگی معمولاً مبتلایان از الکل یا داروهای روان‌گردان استفاده می‌کنند که ممکن است به وابستگی دارویی و سوء مصرف مواد منجر شود. بر اساس یک گزارش تخمین زده می‌شود که یک پنجم مبتلایان هم‌زمان به الکل وابستگی دارند.
معمول‌ترین اختلال شایع در میان بیماران اضطراب اجتماعی افسردگی است. پس از افسردگی حملات پانیک(panic attacks)، اضطراب فراگیر(generalized anxiety disorder)، اختلال استرس پس از سانحه(post-traumatic stress disorder)، وابستگی به مواد و خودکشی شایع‌ترین اختلالات موجود در بیماران اضطراب اجتماعی می‌باشد.
اختلال شخصیت کناره‌گیر(Avoidant personality disorder) نیز علائم بسیار مشابه و ارتباط بسیار نزدیک و تنگاتنگی با اضطراب اجتماعی دارد.
با توجه به پس زمینه‌های مربوط به اختلالات موجود در سیستم دوپامینرژیک، اختلال کم توجهی - بیش فعالی(Attention-deficit hyperactivity disorder)نیز در بخشی از مبتلایان دیده می‌شود.

## عوامل ایجادکننده
تحقیقات در زمینه عوامل ایجادکننده اضطراب اجتماعی محدوده گسترده‌ای را در بر می‌گیرد که از منظر  علم اعصاب گرفته تا منظر جامعه‌شناسی این پدیده را بررسی می‌کند. محققین هنوز نمی‌توانند به‌طور دقیق عوامل ایجادکننده این اختلال را مشخص کنند ولی تحقیقات نشان دهنده تأثیر هم‌زمان عوامل ژنتیکی و شرایط اجتماعی در بروز این اختلال است. 

### عوامل ژنتیکی و خانوادگی
ژن حامل سروتونین به‌طور مستقیم با رفتارهای مربوط به اضطراب، مرتبط است. ثابت شده‌است که احتمال وجود اضطراب اجتماعی در بین افرادی که یکی از بستگان درجه اولشان به این اختلال مبتلاست، ۲ تا ۳ برابر بیشتر از دیگران است. این مسئله می‌تواند ناشی از عوامل ژنتیکی یا اکتساب فرد از طریق الگوگیری، آموزش و رفتار والدین باشد. مطالعه دوقلوها در خانواده‌های جدا نشان داده‌است که اگر یکی از دوقلوها به اضطراب اجتماعی مبتلا باشد، احتمال ابتلای نفر دوم نیز ۳۰ تا ۵۰ درصد بیش از مقدار متوسط است.
مطالعات دیگری نیز نشان داده‌است که والدین کودکان مبتلا به اضطراب اجتماعی خودشان نیز تمایل بیشتری به انزواء و تنهایی دارند و خجالتی بودن در والدین و کودکان ارتباط مستقیمی دارد. هم‌چنین احتمال بروز این اختلال در نوجوان‌هایی که در دوره کودکی ارتباط عاطفی نامناسبی با مادر خود داشته‌اند و احساس امنیت عاطفی نمی‌کنند دو برابر افراد عادی است.

### عوامل محیطی
یک تجربه ناموفق اجتماعی می‌تواند شروعی برای اضطراب اجتماعی باشد.
.
در حدود نصف مبتلایان وقوع یک ضربه روانی یا یک واقعه اجتماعی تحقیرآمیز با شروع یا بدتر شدن اضطراب اجتماعی مرتبط است.
هم‌چنین اضطراب اجتماعی می‌تواند اثرات بلند مدت مانند طرد شدن، نادیده گرفته شدن، آزار جسمی یا جنسی در دوره کودکی باشد. محافظت بیش اندازه والدین از کودکان(overprotection) و عدم اجازه بروز احساسات و هیجانات نیز در بروز این اختلال در بزرگسالی مؤثر است. مشکل در کسب مهارت‌های اجتماعی نیز می‌تواند عامل تقویت‌کننده اضطراب اجتماعی باشد، چرا که باعث کاهش اعتماد به نفس و ناتوانی در برقرار کردن ارتباطات اجتماعی موفق و اخذ واکنش‌های مثبت و پذیرش از طرف دیگران می‌شود. هر چند برخی مطالعات این موضوع را رد می‌کند.
برخی دیگر از مطالعات این موضوع را تأیید می‌کند.
به هر حال در این مسئله شک چندانی وجود ندارد که افراد مبتلا مهارت‌های اجتماعی خود را ضعیف و ناکافی می‌دانند.
حتی اگر این مسئله نقشی در ایجاد اضطراب اجتماعی نداشته باشد اضطراب و اجتناب از موقعیت‌های اجتماعی در دراز مدت به کاهش مهارت‌های اجتماعی فرد منجر می‌شود و به همین دلیل آموزش و تمرین مهارت‌های اجتماعی می‌تواند برای مبتلایان مفید باشد.
تأکید جامعه بر نیاز روزافزون به افرادی با توانایی‌های اجتماعی بالا در مشاغل و ارتباطات می‌تواند بر افزایش شیوع اضطراب اجتماعی حداقل در بین نوجوانان کمک کند.
اضطراب اجتماعی در بین فرزندان خانواده‌هایی که محیط زندگی خود چندین بار تغییر داده‌اند بیشتر است.

### ناشی از مصرف مواد
در حالی‌که مصرف اتانول در ابتدا به اضطراب اجتماعی کمک می‌کند، سوء مصرف مقادیر زیاد الکل می‌تواند علائم اضطراب اجتماعی را بدتر کند یا در زمان مستی یا در زمان ترک باعث ایجاد حملات اضطرابی شود. این اثر تنها به الکل مختص نمی‌شود، بلکه ممکن است با سوء‌مصرف بلند مدت داروها و مواد دیگری که مکانیزم اثر مشابهی دارند، مانند بنزودیازپین‌ها که به عنوان آرام‌بخش تجویز می‌شوند نیز اتفاق بیفتد.
بنزودیازپین‌ها اثر ضداضطراب دارند و می‌توانند در درمان کوتاه مدت اضطراب شدید مؤثر باشند. بنزودیازپین‌ها معمولاً بسیار امن هستند، با این وجود انجمن جهانی اضطراب استفاده بلند مدت از بنزودیازپین‌ها را برای درمان اضطراب توصیه نمی‌کند، چرا که استفاده بلند مدت آن می‌تواند اثرات منفی‌ای شامل تحمل دارویی(tolerance)، تخریب ادراک و حافظه، وابستگی فیزیکی و سندرم ترک(discontinuation syndrome) را ایجاد کند.
هرچند استفاده از داروهای ضدافسردگی در درمان اضطراب بسیار رایج شده‌است؛ بنزودیازپین‌ها به دلیل کارایی بسیار بالا، شروع سریع اثرات درمانی و اثرات جانبی مطلوب‌تر هم‌چنان به عنوان یکی از رده‌های اصلی درمانی مورد استفاده قرار می‌گیرند.
در مجموع قطع ناگهانی الکل یا داروهایی مثل بنزودیازپین‌ها و آگونیست‌های دوپامین می‌تواند به بدتر شدن اضطراب اجتماعی منجر شود. به همین دلیل قطع تدریجی(taper down) این داروها توصیه می‌شود. برخی مطالعات نیز نشان داده‌اند، برخی داروهای آنتی سایکوتیک(antipsychotic) و آنتاگونیست‌های دوپامین مثل هالوپریدول ممکن است در افراد غیرمبتلا علائم اضطراب اجتماعی ایجاد کند.

## عصب‌شناسی
مطالعات بسیاری در مورد زمینه‌های عصب‌شناسی اضطراب اجتماعی صورت گرفته‌است. هر چند هنوز دلیل قطعی این اختلال مشخص نشده‌است، ولی شواهدی از ارتباط بین اضطراب اجتماعی و عدم تعادل در برخی از مواد شیمیایی مؤثر در سیستم عصبی یافت شده‌است و فرضیه‌هایی در این زمینه مطرح شده‌است.

### دوپامین
ارتباط بین اجتماعی بودن و دوپامین بسیار شناخته شده‌است. سوء استفاده از مواد دوپامینرژیک مثل آمفتامین‌ها جهت بهبود عملکرد اجتماعی، افزایش اطمینان و اعتماد به نفس بسیار رایج است. در یک مطالعه جدید ارتباط مستقیمی بین موقعیت اجتماعی افراد و میزان چسبندگی گیرنده‌های دوپامین نوع دوم و سوم (D۲/۳ binding affinity) در استریاتوم(striatum) یافت شده‌است.
برخی از مطالعات نیز دقیقاً کاهش میزان چسبندگی گیرنده‌های نوع دوم دوپامین را در استریاتوم افراد مبتلا به اضطراب اجتماعی نشان می‌دهد.
برخی مطالعات دیگر به غیرطبیعی بودن میزان ترانسپورترهای دوپامین(dopamine transporter) در استریاتوم افراد مبتلا اشاره کرده‌اند.
هر چند برخی از محققین نیز نتایج متفاوتی به دست آورده‌اند.
ولی شواهد بسیاری بر نوعی ناهنجاری در سیستم دوپامینرژیک مبتلایان تأکید می‌کند. به عنوان مثال نقص در تمرکز، خستگی، بی‌علاقگی به امور روزمره و روابط اجتماعی، کاهش اعتماد به نفس و … در مبتلایان دیده می‌شود. مبتلایان نیز داروهای دوپامینرژیک را مؤثرترین داروها در برخورد کوتاه مدت با این اختلال می‌پندارند.
برخی تحقیقات نیز میزان بالای شیوع اضطراب اجتماعی در بین بیماران مبتلا به پارکینسون و شیزوفرنی را نشان می‌دهد. در یک مطالعه اضطراب اجتماعی در ۵۰ درصد از مبتلایان به پارکینسون تشخیص داده شده‌است. مطالعات دیگری نیز نشان داده‌اند، برخی آنتاگونیست‌های دوپامین(dopamine antagonists) مثل هالوپریدول ممکن است در افراد غیرمبتلا علائم اضطراب اجتماعی ایجاد کند. که نقش دوپامین در اضطراب اجتماعی را پررنگ تر می‌کند.

### ناقلهای عصبی دیگر
تأثیرگذاری خوب بنزودیازپین‌ها از جمله کلونازپام(clonazepam) در اضطراب اجتماعی نشان دهنده دخالت ناقل عصبی گابا(GABA) یا گلوتامات(glutamate) در اضطراب اجتماعی است.
پرکاری گلوتامات یا نوراپینفرین نیز برخی دیگر از فرضیه‌های مطرح شده هستند.
مطالعات کنترل شده بسیاری اثر داروهای سروتونرژیک مثل مهارکننده‌های انتخابی بازجذب سروتونین در اضطراب اجتماعی را نشان داده‌اند و برخی از مهارکننده‌های انتخابی بازجذب سروتونین از جمله پاروکستین و سرترالین توسط وزارت بهداشت آمریکا(FDA) برای درمان اضطراب اجتماعی تأیید شده‌اند. هر چند میزان تأثیر این داروها در موارد شدیدتر مورد تشکیک قرار گرفته‌است.

### هورمون‌ها و نئوروپپتایدها
مطالعات بسیاری تأثیر اکسیتوسین(oxytocin)، واسوپرسین(vasopressin)، سی آر اف(CRF) و کورتیزول(cortisol) را در اضطراب اجتماعی و اعتماد به نفس گزارش کرده‌اند.

### نقش نواحی مختلف مغز
آمیگدالا(amygdala) بخشی از سیستم لیمبیک(limbic system) است که در ادراک ترس و یادگیری احساسی(emotional learning) نقش دارد. مطالعات بسیاری حساسیت و عملکرد بیش از اندازه آمیگدالا را در پاسخ به تهدیدهای اجتماعی (مواجهه با چهره‌های خشمگین خصومت‌آمیز یا در زمان انتظار کشیدن برای سخنرانی) در مبتلایان به اضطراب اجتماعی نشان داده‌است.
برخی از تحقیقات نشان می‌دهد، مهارکننده‌های انتخابی بازجذب سروتونین میزان عملکرد آمیگدالا را کاهش می‌دهد. برخی پژوهش‌های جدید نیز نقش بخش دیگری از مغز به نام Anterior cingulate cortex را که در ادراک درد فیزیکی نقش دارد در اضطراب اجتماعی نشان می‌دهد.

## تشخیص
اضطراب اجتماعی معمولاً جدی گرفته نمی‌شود یا با اختلالات دیگری مثل افسردگی اشتباه گرفته می‌شود. جهت تعیین شدت اضطراب اجتماعی و رفتارهای اجتنابی در افراد مشکوک پرسشنامه‌هایی طراحی شده‌است. معیار لایبویتز(Liebwitz scale) و معیار مختصر هراس اجتماعی(brief social phobia scale) معمولاً بدین منظور استفاده می‌شوند.

## درمان
مهم‌ترین مسئله‌ای که از مطالعات اضطراب اجتماعی برداشت می‌شود، اهمیت قابل توجه تشخیص و درمان زودهنگام است چرا که با گذر زمان جنبه‌های شناختی، روانی و فیزیکی اختلال تقویت می‌شود و غلبه بر آن به مراتب سخت‌تر خواهد بود. با این وجود غالباً افراد مبتلا بسیار دیر و پس از برخورد با مشکلات فراوان در زندگی برای درمان مراجعه می‌کنند. با توجه به اینکه این اختلال در بسیاری از نقاط جهان چندان شناخته شده نیست و ناشی از اختلالات شخصیتی فرض می‌شود مبتلایان به هراس اجتماعی معمولاً به خود درمانی(self-medication) روی می‌آورند. عامل دیگری که در این مسئله مؤثر است پرهیز مبتلایان از مراجعه به روان‌شناس به علت خود اختلال است. این مسائل احتمال اعتیاد به مواد مخدر، روان‌گردان و تداخلات خطرناک دارویی را افزایش می‌دهد. تحقیقات تأثیرگذاری دو نوع درمان را در اضطراب اجتماعی نشان داده‌اند: درمان دارویی و روان‌درمانی کوتاه مدت مثل روش‌های رفتاری- شناختی که عنصر اصلی آن مواجهه تدریجی(gradual exposure) با موقعیت‌های اجتماعی است.

### درمان دارویی

#### مهارکننده‌های انتخابی بازجذب سروتونین
SSRIها که دسته‌ای از داروهای ضد افسردگی هستند به علت عوارض جانبی ناچیز انتخاب اول در درمان اضطراب اجتماعی هستند. اثر اصلی این داروها از طریق افزایش مقدار ناقل عصبی سروتونین در سیناپس‌ها اعمال می‌شود. اولین دارویی که توسط وزارت بهداشت آمریکا برای درمان اضطراب اجتماعی مورد تأیید قرار گرفت پاروکستین(paroxetine) بود که در آمریکا با نام تجاری paxil فروخته می‌شود. پس از آن یک SSRI دیگر به نام سرترالین جهت درمان اضطراب اجتماعی مورد تأیید قرار گرفت. احتمال بروز مقاومت دارویی و وابستگی در SSRIها بسیار کمتر از داروهای دیگر است.
با این وجود شواهدی مبنی بر افزایش ریسک خودکشی در نوجوانان و کودکان پس از استفاه از SSRIها بدست آمده‌است.
مطالعات بسیاری تأثیر پاروکستین، سرترالین، سیتالوپرام(citalopram)، اسیتالوپرام(escitalopram) و فلووکسامین(fluvoxamine) را در درمان اضطراب اجتماعی نشان داده‌اند با این وجود معلوم نیست آیا این تأثیرگذاری به علت اثر ضدافسردگی دارو است یا مستقیماً بر خود این اختلال مؤثر است. بسیاری از مبتلایان به اضطراب اجتماعی تأثیر این داروها را از طریق بهبود مود روانی(elevated mood)، تأثیر بر عواقب این اختلال مثل افسردگی و ایجاد حالت بی‌تفاوتی(apathy) نسبت به عواقب اجتناب اجتماعی می‌دانند ولی تأثیر SSRIها را در حل خود این اختلال ناچیز می‌دانند و در موارد شدیدتر تجویز این داروها را یک سیکل بی‌فایده معرفی می‌کنند. به نظر می‌رسد استفاده از SSRIها در صورت تشخیص و درمان زودهنگام در دوران نوجوانی می‌تواند مؤثرتر باشند.

#### مهارکننده‌های مونوآمینواکسیداز
MAOIها جزو اولین و مؤثرترین داروها در درمان اضطراب اجتماعی هستند. تحقیقات نشان داده‌اند ترانیل سیپرومین(tranylcypromine) و فنلزین(phenelzine) که از دسته مهارکننده‌های غیرانتخابی(non-selective) و برگشت‌ناپذیر(irreversible) مونوآمینواکسیدازها هستند در درمان اضطراب اجتماعی بسیار مؤثرند.
با این وجود استفاده از این داروها نیازمند رعایت رژیم غذایی بدون تیرامین(tyramine) است در غیر اینصورت به عوارض جانبی بسیار خطرناکی مثل افزایش ناگهانی فشار خون و مرگ منجر می‌شوند. این مسئله و همچنین سمیت(toxicity) بالای این داروها در زمان استفاده بیش از اندازه(overdose) و احتمال بالای تداخل با داروهای دیگر MAOIها را به عنوان انتخاب آخر در درمان اضطراب اجتماعی قرار داده‌است. در تلاشی به منظور استفاده بی‌خطر از مهارکننده‌های مونوآمینواکسیداز در اضطراب اجتماعی مهارکننده‌های برگشت‌پذیر مونوآمینواکسیداز مثل موکلوبماید(moclobemide) مورد استفاده قرار گرفتند که خطرات یادشده را ندارند ولی تحقیقات بعدی نشان دادند مهارکننده‌های برگشت‌پذیر مونوآمینواکسیداز به اندازه مهارکننده‌های برگشت‌ناپذیر مونوآمینواکسیداز مؤثر نیستند.
به نظر می‌رسد تأثیر مهارکننده‌های مونوآمینواکسیداز در اضطراب اجتماعی به علت تأثیر هم‌زمان بر دوپامین و سروتونین باشد.

#### بنزودیازپینها
بنزودیازپین‌ها جزو مؤثرترین و کم خطرترین داروها در درمان کوتاه مدت اضطراب هستند. تحقیقات بسیاری اثر بسیار خوب کلونازپام و برومازپام(bromazepam)را در اضطراب اجتماعی نشان داده‌اند.
بنزودیازپین‌ها به دلیل کارایی بسیار بالا، شروع سریع اثرات درمانی و اثرات جانبی مطلوبتر همچنان به عنوان یکی از رده‌های اصلی درمانی مورد استفاده قرار می‌گیرند. استفاده بلندمدت بنزودیازپین‌ها ممکن است موجب تحمل نسبت به دارو یا تأثیر نامناسب بر حافظه شود. همچنین احتمال وابستگی یا استفاده تفریحی(recreational) نیز وجود دارد. اثرات درمانی بنزودیازپین‌ها از طریق تأثیر بر گیرنده‌های گابا(GABA) اعمال می‌شود. داروهای دیگری که بر گابا تأثیرگذار هستند مثل گاباپنتین(gabapentin) و تیاگابین(tiagabine) نیز در درمان اضطراب اجتماعی مؤثر گزارش شده‌اند.

#### بیو فیدبک و نوروفیدبک
جزو درمان‌های مکمل اضطراب و استرس است که از حدود ۲۵ سال پیش تحقیقات وسیعی در مورد اثر بخشی آن انجام شده‌است و در مجموع تاکنون در بیشتر تحقیقات مؤثر بوده‌است.

#### داروهای دیگر
تحقیقات زیادی در مورد اثر ضدافسردگی‌های سه حلقه‌ای(TCAs) در درمان اضطراب اجتماعی صورت نگرفته‌است ولی به نظر می‌رسد بعضی داروهای این دسته که مهارکننده‌های قوی بازجذب سروتونین هستند (مثل کلومیپرامین) تأثیری مشابه یا کمی بهتر از SSRIها داشته باشند ولی اثرات جانبی بیشتری نسبت به SSRIها دارند.
بتابلاکرها مثل پروپرانولول نیز در کاهش علائم فیزیکی اضطراب اجتماعی مؤثرند و معمولاً با داروهای دیگر به صورت هم‌زمان استفاده می‌شوند. این داروها در اضطراب اجتماعی خاص (مثلاً هنگام ارائه گزارش در حضور جمع) نیز مورد استفاده قرار می‌گیرند.
SNRIها نیز در درمان اضطراب اجتماعی به‌طور گسترده‌ای مورد بررسی قرار گرفته‌اند و ونلافاکسین(Venlafaxine) به عنوان سومین دارو برای درمان اضطراب اجتماعی توسط وزارت بهداشت آمریکا تأیید شده‌است. با این وجود اثرات درمانی آن فراتر از SSRIها نیست.
در یک تحقیق جدید نشان داده شده‌است که ترکیب دی-سیکلوسرین(D-Cycloserine)با درمان مواجهه‌ای(exposure therapy)اثرات درمان مواجهه‌ای را تقویت می‌کند. دی-سیکلوسرین یک آنتی‌بیوتیک قدیمی است که در درمان سل(tuberculosis) مورد استفاده قرار می‌گیرد و هیچگونه اثر ضداضطرابی ندارد. با این وجود این دارو یک آگونیست گیرنده‌های نوع NMDA گلوتامات(NMDA glutamate receptor) است که در حافظه و یادگیری مؤثر هستند.
در این تحقیق نشان داده شده‌است که استفاده از مقادیر کمی دی-سیکلوسرین یک ساعت پیش از مواجهه، اثربخشی این نوع روان‌درمانی را افزایش می‌دهد.
علیرغم وجود شواهد بسیار گسترده مبنی بر تأثیر دوپامین در اضطراب اجتماعی داروهای دوپامینرژیک چندان در درمان اضطراب اجتماعی مورد مطالعه علمی قرار نگرفته‌اند ولی مبتلایان داروهای آزادکننده دوپامین(dopamine releasers) یا مهارکننده‌های بازجذب دوپامین(dopamine reuptake inhibitors) یا آگونیست‌های دوپامین را در درمان کوتاه مدت اضطراب اجتماعی مؤثرتر از دیگر داروها می‌دانند.
استفاده خودسرانه از GBL، الکل، نیکوتین، کافئین و خصوصاً محرک‌ها (آمفتامین، اکستازی و…) نیز در بین مبتلایان رایج است. داروهای مؤثر بر گیرنده‌های اوپیپوئید که باعث آزاد شدن دوپامین در بخش‌هایی از سیستم پاداش(reward system) مثل مسیر مسولیمبیک(mesolimbic pathway)می‌شوند هم در این اختلال بی تأثیر نیستند. استفاده بلندمدت از این داروها نیز می‌تواند به پدیده تحمل دارویی و وابستگی شدید منجر شود.

### روان درمانی
روش‌های رفتاری-شناختی، درمان مبتنی بر پذیرش و تعهد(acceptance-commitment therapy یا ACT)، درمان مواجهه‌ای(exposure therapy) و آموزش مهارت‌های اجتماعی در درمان اضطراب اجتماعی مورد استفاده قرار گرفته‌اند. در یک تحقیق درمان دارویی با فنلزین بسیار مؤثرتر از درمان رفتاری- شناختی ارزیابی شده‌است با این وجود ترکیب روش‌های فوق با درمان دارویی ممکن است به بهبود اثرات درمان دارویی منجر شود.
درمان پذیرش و تعهد در مقایسه با درمان شناختی رفتاری در کاهش اجتناب تجربی بیماران اضطراب اجتماعی اثربخشی بیشتری نشان داده‌است.